# Сансери, Фелипе
Фелипе Сансери (порт. Felipe Sancery, родился 27 мая 1994 года в Кампинасе) — бразильский регбист, выступающий на позиции центра. Брат-близнец бразильского регбиста Даниэля Сансери.

## Биография
Родился в бразильском городе Кампинас, отец — француз, мать — бразильянка. В возрасте 5 лет Фелипе и Даниэль переехали во Францию, в регион Тарн, где занялись спортом: Фелипе выбрал регби, а Даниэль начал с футбола (через два года присоединился к брату). Оба являются воспитанниками школы «Гайяка» и даже проходили смотры в клубе «Тулуза», однако вернулись в «Альби».
Вместе со своим братом Фелипе играл за «Альби» в Федераль 1 и Про Д2 вплоть до 2016 года, однако братья разорвали контракт с клубом в связи с необходимостью готовиться к Олимпиаде в Рио-де-Жанейро в составе сборной по регби-7. В интервью в начале 2016 года братья говорили, что намерены перейти в клуб «Сан-Жозе» после Олимпиады. 12 декабря 2015 года Фелипе дебютировал за сборную Бразилии по регби-15 матчем против Колумбии в Сан-Паулу. За сборную Бразилии в Мировой серии по регби-7 сезона 2015/2016 Фелипе провёл 15 матчей, очков не набирал.
Вместе со своим братом он попал в окончательную заявку сборной Бразилии на регбийный турнир летних Олимпийских игр 2016 года. Он сыграл пять матчей в рамках олимпийского турнира, очков не набрал, а сборная Бразилии заняла 12-е место.